# Sałasz Dupny
Sałasz Dupny (894 m n.p.m.), Sałasz Dupne – szczyt w Paśmie Stożka i Czantorii w Beskidzie Śląskim. Znajduje się w południowym grzbiecie Kiczor który poprzez Sałasz Dupny i Młodą Górę opada do Olzy we wsi Istebna w województwie śląskim, w powiecie cieszyńskim. Północno-wschodni stoki Sałaszu Dupnego opada do potoku Prądowiec, w południowo-zachodnie stoki wcinają się dolinki potoków Jama i Młocisko.
Sałasz Dupny jest porośnięty lasem, dawniej jednak był w dużym stopniu bezleśny, na lotniczej mapie Geoportalu widoczne są zarastające lasem polany, a na wschodnich zboczach jest kilkudomowe osiedle Młoda Góra. Na jednej z polan dawniej mieszkańcy Istebnej mieli szałas o nazwie „Dupny” i stąd pochodzi nazwa szczytu (staropolskie określenie „dup” oznacza wydrążenie, dziuplę, „dupny” w miejscowej gwarze to „pusty w środku, wypróchniały”). Na polanach tych mieszkańcy Istebnej wypasali dużo więcej owiec, niż określały to serwituty określone przez Komorę Cieszyńską (była to powszechnie stosowana praktyka). W 1851 r. serwituty od górali przymusowo wykupiono, a góralom przyznano odszkodowania zgodnie z wydanymi przez Komorę serwitutami, czyli dużo mniej, niż oczekiwali tego górale. Czuli się poszkodowani i cztery razy odwoływali się od tego postanowienia Komory Cieszyńskiej do sądu w Wiedniu, ale bezskutecznie.
Południowymi i wschodnimi stokami Młodej Góry prowadzi żółty  szlak turystyczny z Istebnej na Kiczory.